# John McDowell

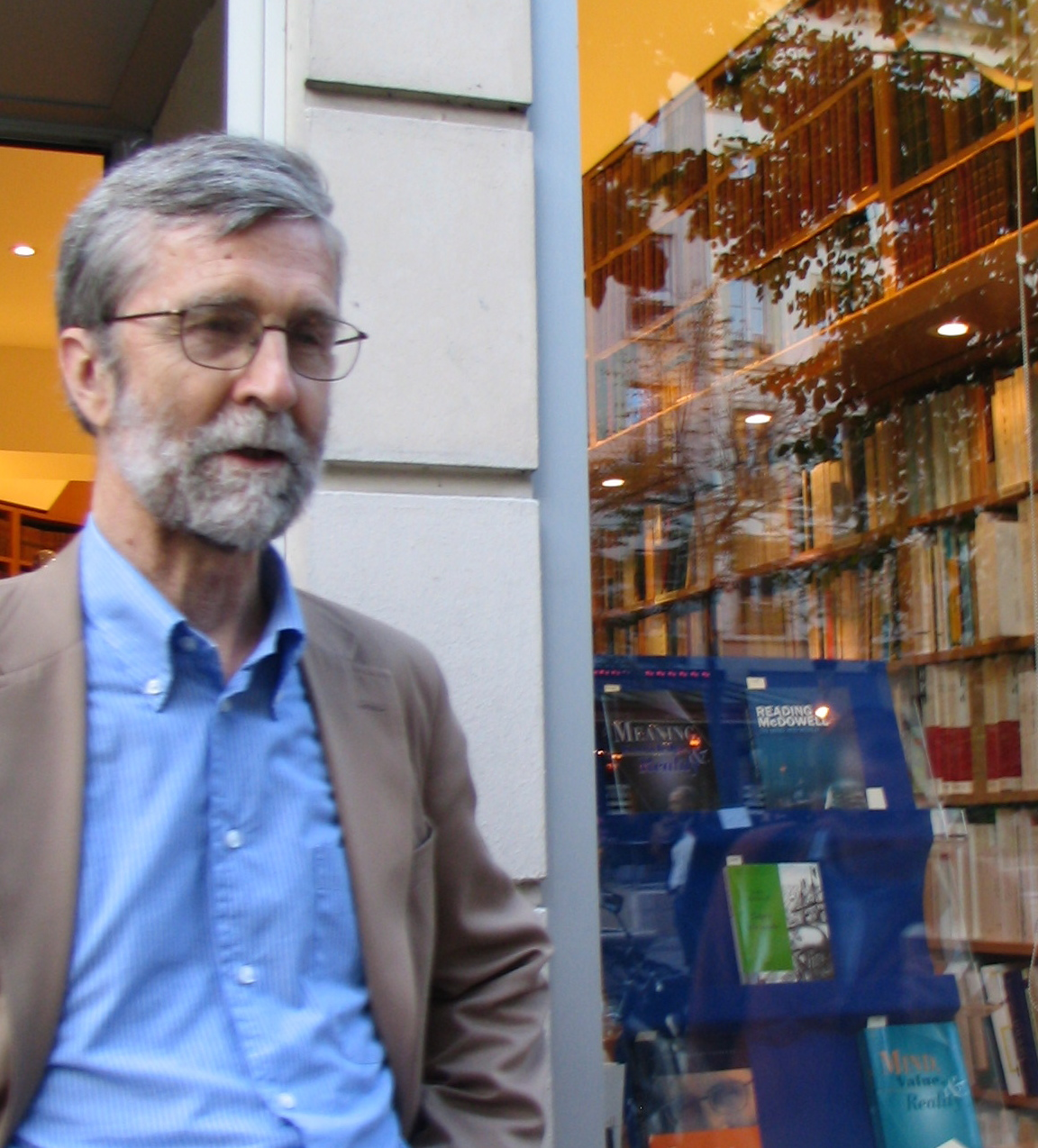
John McDowell w Paryżu, październik 2007

John Henry McDowell (ur. w 1942 roku w Południowej Afryce) – brytyjski filozof, zajmujący się szczególnie filozofią analityczną (w tym filozofią języka inspirowaną pracami Ludwiga Wittgensteina), filozofią umysłu oraz problematyką filozofii działania. Jest obecnie profesorem filozofii na uniwersytecie w Pittsburgh w USA, a także członkiem Amerykańskiej Akademii Nauk i Sztuk oraz Akademii Brytyjskiej.